# دير عياش (الحديدة)

تعديل مصدري - تعديل

دير عياش هي إحدى قرى مديرية الزيدية، التابعة لمحافظة الحديدة اليمنية، بلغ تعداد سكانها 1866 نسمة حسب الإحصاء الذي أجري عام 2004.